# Barcelonnette
Barcelonnette település Franciaországban, Alpes-de-Haute-Provence megyében. Lakosainak száma 2528 fő (2022. január 1.). Barcelonnette Enchastrayes, Faucon-de-Barcelonnette, Saint-Pons és Uvernet-Fours községekkel határos.

## Népesség
A település népességének változása:
| Lakosok száma | 2476 | 2735 | 2976 | 2818 | 2706 | 2622 | 2598 | 2564 | 2561 | 2528 |
|               | 1968 | 1982 | 1990 | 2006 | 2013 | 2015 | 2017 | 2019 | 2020 | 2022 |